# Österreichische Numismatische Gesellschaft
Die Österreichische Numismatische Gesellschaft mit Sitz in Wien wurde im Jahr 1870 gegründet und richtet sich mit den Interessensgebieten Münzen, Medaillen, Jetons, Marken und Rechenpfennige an Sammler, Händler und Wissenschaftler. Das Angebot richtet sich an Interessierte aller Epochen, vom Altertum über das Mittelalter und die Neuzeit bis zur Gegenwart.

## Gründung
Die Österreichische Numismatische Gesellschaft wurde am 19. März 1870 in Wien unter Führung des Orientalisten Josef von Karabacek, des Numismatikers Arnold Luschin von Ebengreuth und des damaligen Kurators am Kaiserlichen Münz- und Antikenkabinett Friedrich von Kenner gegründet.
Seit 1942 ist der Sitz der Gesellschaft im Gebäude der Münze Österreich, dem früheren Hauptmünzamt.

## Vorstand
Präsidenten
- Günther Dembski (ehem. Präsident)
- Michael Beckers (ehem. Präsident)
- Michael Alram (amtierender Präsident)[3]

Vizepräsidenten
- Dietmar Spranz (ehem. Vizepräsident)
- Susanne Sauer (amtierende Vizepräsidentin)

## Mitglieder
Die Gesellschaft hat knapp 400 Mitglieder in Österreich und darüber hinaus.
Neben regelmäßigen Gesellschaftsabenden werden Vorträge, Ausstellungen und Studienreisen angeboten. Den Mitgliedern steht überdies eine umfangreiche Fachbibliothek zur Verfügung.

## Veröffentlichungen
Neben Vorträgen ist die Haupttätigkeit der Gesellschaft die Herausgabe von wissenschaftlichen Publikationen. Zum einen die Numismatische. Zeitschrift, die bereits seit 1869 erscheint. Zum anderen die Mitteilungen der Österreichischen Numismatischen Gesellschaft (MÖNG), in der wissenschaftliche Beiträge, Buchrezensionen und Berichte zu aktuellen Forschungsvorhaben aus der Numismatik und den damit eng verbundenen Nachbardisziplinen publiziert werden. Diese Publikation erscheint seit 1883 unter verschiedenen Titeln, heutzutage zweimal pro Jahr im Selbstverlag der Gesellschaft. Darüber hinaus gibt es noch ein Nachrichtenblatt.

## Ehrenmedaillen
In unregelmäßigen Abständen wird seit 1958 die Eckhel-Medaille an Personen, die sich um die numismatische Wissenschaft verdient gemacht haben, oder an verdiente Funktionäre der Gesellschaft verliehen.
Im Jahre 1979 wurde zum ersten Male die Schreiner-Medaille verliehen, die Personen ehrt, die sich um die Gesellschaft besonders verdient gemacht oder sich für besondere Leistungen auf numismatischem Gebiet ausgezeichnet haben.